# Selenops manzanoae
Selenops manzanoae là một loài nhện trong họ Selenopidae.
Loài này thuộc chi Selenops. Selenops manzanoae được J. A. Corronca miêu tả năm 1997.